# Jewgeni Igorewitsch Nikitin
Jewgeni Igorewitsch Nikitin (russisch Евгений Игоревич Никитин, Vor- und Vatersname werden bei englischer Transkription Evgeny Igorevich geschrieben; * 1973 in Murmansk) ist ein russischer Opernsänger (Bassbariton).

## Leben und Werk
Die Eltern Nikitins waren beide Musiker. In seiner Jugend und auch später bis zumindest 2008 spielte Nikitin als Schlagzeuger in einer Black-Metal-Band. Aus dieser Zeit stammen verschiedene Tätowierungen auf seinem Körper.
Im Jahre 1992 nahm Nikitin sein Studium am Sankt Petersburger Konservatorium auf. Während seines Studiums arbeitete er als Solist am Mariinski-Theater. Es folgten bald Einladungen in größere Opernhäuser in Europa, Nordamerika und Asien.
Im Jahr 2002 debütierte Nikitin an der New Yorker Metropolitan Opera als Dolochow in Krieg und Frieden, seither war er dort auch in vielen anderen Rollen zu sehen. Sein Debüt am Pariser Théâtre du Châtelet gab er in der Titelrolle von Rubinsteins Dämon, in der französischen Hauptstadt trat er auch in der Nationaloper auf. Weitere Stationen seiner Karriere führten ihn u. a. nach Valencia (Amfortas), Baden-Baden, Toronto, Leipzig, die Deutsche Oper Berlin und die Bayerische Staatsoper in München. Im Oktober 2007 sang er – im Rahmen eines Gastspiels des Mariinski-Theaters unter Leitung von Valery Gergiev im Theater an der Wien – die Titelpartie in Tschajkowskys Eugen Onegin.
Noch nach 2008 bis etwa 2010 war er zusätzlich Mitglied einer Rockband.

## Absage der Bayreuther Festspiele 2012
2012 sollte Nikitin als erster russischer Sänger die Rolle des Holländers bei den Bayreuther Festspielen übernehmen. Dies hatten die künstlerische Leiterin der Festspiele, Katharina Wagner, und der Dirigent Christian Thielemann gemeinsam festgelegt.
Wenige Tage vor der Premiere sagte der Sänger seinen Auftritt jedoch ab, nachdem das ZDF in einem am 20. Juli 2012 ausgestrahlten Filmporträt der Kultursendung aspekte unter anderem ältere Aufnahmen Nikitins als Metal-Schlagzeuger gezeigt hatte, infolge derer ihm in den folgenden Tagen Fragen gestellt wurden. Die Bilder zeigen eine Brust-Tätowierung, die man als Hakenkreuz identifizieren könnte. Mittlerweile wurde dieses Tattoo so erweitert, dass ein achtstrahliger Stern mit einem Wappen darin zu erkennen ist.
In einer ersten offiziellen Stellungnahme sagte Nikitin:

„Mir war die Tragweite der Irritationen und Verletzungen nicht bewusst, die diese Zeichen und Symbole besonders in Bayreuth und im Kontext der Festspielgeschichte auslösen. Darum habe ich mich entschieden, auf meinen Auftritt bei den Bayreuther Festspielen zu verzichten.“

Später bestritt der Sänger sogar, jemals bewusst eine Hakenkreuz-Tätowierung getragen zu haben, indem er erklärte, dass das Stechen eines Tattoos ein langwieriger Prozess sei und die Konturen des in Rede stehenden Tattoos im Anfangsstadium lediglich einem Hakenkreuz geähnelt hätten. Dieser Tatsache habe er allerdings keinerlei Bedeutung beigemessen.
Für Nikitin sprang der – ohnehin als Zweitbesetzung vorgesehene – koreanische Bassbariton Samuel Youn ein.